# John Adams (hockey sur glace, 1894)
Pour les articles homonymes, voir John Adams, Jack Adams et Adams.
Temple de la renommée : 1959
John James Adams, dit Jack Adams, (né le 14 juin 1894 à Fort William dans la province de l'Ontario au Canada - mort le 1er mai 1968 à Détroit dans l'état du Michigan aux États-Unis) est joueur professionnel de hockey sur glace,.
Il a joué avec les Arenas de Toronto, les Saint-Patricks de Toronto et les Sénateurs d'Ottawa. Cela dit, il était plus connu comme étant l'entraîneur et directeur-gérant des Red Wings de Détroit. Il a travaillé pendant trente-six ans dans l'organisation des Wings.
Intronisé au Temple de la renommée du hockey en 1959, un trophée de la Ligue nationale de hockey porte son nom pour récompenser le meilleur entraîneur de la saison : le trophée Jack-Adams.

## Biographie

### Ses débuts
John James Adams est né à Fort William, en Ontario au Canada le 14 juin 1894 ; avant l'âge de 17 ans, il joue pour une équipe senior dans le nord du Michigan. Après trois saisons dans différentes ligues amateurs, il rejoint les rangs professionnels en signant avec les Arenas de Toronto lors de la première saison de la Ligue nationale de hockey.
Avec dix victoires, les Canadiens de Montréal finissent en tête de la première moitié de la saison ; ils comptent ainsi deux victoires de plus que les deuxièmes du classement, les Arenas. Lors de la seconde partie du championnat, seulement huit matchs sont joués et les Arenas finissent premiers avec cinq victoires, une de plus que les Sénateurs d'Ottawa. Adams joue huit rencontres au cours de la saison.
Les deux équipes finissant en tête de chaque classement se rencontrent en finale de la LNH pour jouer par la suite la finale de la Coupe Stanley ; les joueurs de Toronto remportent la première rencontre sur le score 7-3 avec un inscrit par Adams. Il participe également à la seconde rencontre des Arenas contre les Canadiens, une défaite 4-3 mais l'équipe se qualifie tout de même pour la finale de la Coupe Stanley. Ils y retrouvent les Millionnaires de Vancouver de l'Association de hockey de la Côte du Pacifique ; les règles applicables sont différentes selon les ligues et il est décidé de mettre en alternance les deux règlements. Les équipes remportent toutes les parties jouées sous les règles de leur ligue respective.
Malgré Cyclone Taylor, la vedette des Millionnaires, qui inscrit neuf buts, Toronto remporte la série trois matchs à deux et gagne la première Coupe Stanley de son histoire grâce à un but de Corbett Denneny lors du dernier match. Bien que ne jouant aucun match de la finale, Adams fait officiellement partie de l'effectif déclaré champion de la Coupe Stanley.

## Statistiques
| Saison     | Équipe                      | Ligue      |     | Saison régulière | Saison régulière | Saison régulière | Saison régulière | Saison régulière |   | Séries éliminatoires | Séries éliminatoires | Séries éliminatoires | Séries éliminatoires | Séries éliminatoires |
| Saison     | Équipe                      | Ligue      | PJ  | B                | A                | Pts              | Pun              | PJ               | B | A                    | Pts                  | Pun                  |                      |                      |
| 1914-1915  | Maple Leafs de Fort William | NMHL       | -   | -                | -                | -                | -                | 2                | 4 | 0                    | 4                    | 3                    |                      |                      |
| 1915-1916  | Miners de Calumet           | NMHL       |     |                  |                  |                  |                  |                  |   |                      |                      |                      |                      |                      |
| 1916-1917  | 247e de Peterborough        | Inter. Sr. |     |                  |                  |                  |                  |                  |   |                      |                      |                      |                      |                      |
| 1917-1918  | Sailors de Sarnia           | AHO Sr.    | 6   | 15               | 0                | 15               | --               |                  |   |                      |                      |                      |                      |                      |
| 1917-1918  | Arenas de Toronto           | LNH        | 8   | 0                | 0                | 0                | 15               | 2                | 1 | 0                    | 1                    | 6                    |                      |                      |
| 1918-1919  | Arenas de Toronto           | LNH        | 18  | 3                | 3                | 6                | 17               |                  |   |                      |                      |                      |                      |                      |
| 1919-1920  | Millionnaires de Vancouver  | PCHA       | 22  | 9                | 6                | 15               | 18               | 2                | 0 | 0                    | 0                    | 0                    |                      |                      |
| 1920-1921  | Millionnaires de Vancouver  | PCHA       | 24  | 17               | 13               | 30               | 60               | 7                | 5 | 1                    | 6                    | 8                    |                      |                      |
| 1921-1922  | Millionnaires de Vancouver  | PCHA       | 24  | 26               | 4                | 30               | 24               | 9                | 7 | 0                    | 7                    | 25                   |                      |                      |
| 1922-1923  | St. Pats de Toronto         | LNH        | 23  | 19               | 9                | 28               | 42               |                  |   |                      |                      |                      |                      |                      |
| 1923-1924  | St. Pats de Toronto         | LNH        | 22  | 13               | 3                | 16               | 49               |                  |   |                      |                      |                      |                      |                      |
| 1924-1925  | St. Pats de Toronto         | LNH        | 27  | 21               | 8                | 29               | 66               | 2                | 1 | 0                    | 1                    | 7                    |                      |                      |
| 1925-1926  | St. Pats de Toronto         | LNH        | 36  | 21               | 5                | 26               | 52               |                  |   |                      |                      |                      |                      |                      |
| 1926-1927  | Sénateurs d'Ottawa          | LNH        | 40  | 5                | 1                | 6                | 66               | 6                | 0 | 0                    | 0                    | 2                    |                      |                      |
| Totaux LNH | Totaux LNH                  | Totaux LNH | 174 | 82               | 29               | 111              | 353              | 10               | 2 | 0                    | 2                    | 15                   |                      |                      |